# André Claveau
André Claveau (Pariz, 17. prosinca 1915. – 4. srpnja 2003.) je bio francuski pjevač i glumac. Bio je aktivan od 1940ih do 1960ih. Pobijedio je na Euroviziji 1958. s pjesmom Dors mon amour. Osvojio je 27 bodova. Glazbu je komponirao Pierre Delanoë, a tekst napisao Hubert Giraud. Dirgent je bio Franck Pourcel.

## Diskografija
- Dors mon amour

## Filmografija
- Le Destin s'amuse
- Les Vagabonds du rêve
- Coeur-sur-Mer
- Pas de vacances pour Monsieur le Maire
- Les Surprises d'une nuit de noces
- Un jour avec vous
- Rires de Paris
- Saluti e baci
- French Cancan
- Prisonniers de la brousse

## Vanjske poveznice
- André Claveau u internetskoj bazi filmova IMDb-u (engl.)